# Pavoloch
Pavoloch, aussi connu comme Pavolitsh en Yiddish, Pawolotsch en allemand, et Pawołocz en polonais, est un selo de l'Oblast de Jytomyr, en Ukraine. La ville est de 100 km au sud-ouest de Kiev. C'était une ville de l'Hetmanate cosaque.

## L'histoire de la communauté juive
Pavoloch est fondée au cours du Moyen Age. La majorité des Pavoloch habitants étaient Juifs. Les citoyens construisent un fort en bois autour de leur shtetl pour se protéger des persécutions qu'ils subissaient.
En 1736, la rébellion d'un groupe paramilitaire, les Haidamaks massacre et pille les Juifs de Pavoloch, tuant 35 personnes.
Au cours de la Guerre Civile en russie de 1917-1923, la plupart des habitants fuient de peur devant l'arrivée de l'armée Bolchevique. La population continue à diminuer jusqu'à la seconde Guerre Mondiale.
À la suite de l'opération Barbarossa, un Einsatzgruppen (SS) perpétue une exécution de masse assassinant l'intégralité de la communauté juive locale(en)(massacre de Pavoloch). À ce jour, il n'y a plus de Juifs dans la ville. 